# استال (شهر)
اشتال (به آلمانی: Esthal) یک شهر در آلمان است که در باد دورکهایم واقع شده‌است. اشتال ۱٬۵۳۰ نفر جمعیت دارد.